# جونيتشي كونو
جونيتشي كونو (باليابانية: 高野 純一) (21 يناير 1992 في هيوغو في اليابان – )؛ هو لاعب كرة قدم ياباني سابق كان يلعب كحارس مرمى.

## وصلات خارجية
- جونيتشي كونو على موقع رابطة كرة القدم اليابانية للمحترفين (اليابانية)